# Luigi Albertini
Pour les articles homonymes, voir Albertini.
Luigi Albertini (né à Ancône dans les Marches le 19 octobre 1871 et mort à Rome le 29 décembre 1941) est un journaliste italien, directeur du Corriere della Sera de 1900 à 1925. Il porte le journalisme italien à un niveau européen et en défend l'indépendance s'opposant au fascisme.

## Biographie
Luigi Albertini fait des études en économie et politique à Bologne et à Turin, où il se préoccupe de la question ouvrière. Il se rend à Londres pour étudier les problèmes de chômage, et il fréquente la rédaction du Times dont il apprend le style du journalisme britannique.
De retour en Italie, il entre dans le journalisme à Rome et 1896, puis à Milan, au Corriere della Sera avec une fonction d'organisation, il en devient en peu de temps le directeur assisté de son frère Alberto.
La première opération de réorganisation est immédiate et profonde. Il affirme : « L'industrie journalistique se base sur la fabrication d'un produit renouvelé quotidiennement. La première place d'un journal doit donc être gagnée à chaque lever du soleil: tous les jours et meilleurs que tous les autres. »
Albertini est un libéral conservateur d'une grande intelligence politique. Il est parmi les premiers à comprendre l'importance du développement économique du Mezzogiorno pour l'Italie.
Son journal devient un instrument d'information riche et moderne, ce qui le conduit à un niveau technique exemplaire et à un prestige européen avec un tirage de 600 000 exemplaires.
Parmi les prestigieuses signatures de son journal, on compte Luigi Einaudi, Luigi Barzini, Giuseppe Giacosa, le prince Scipione Borghese, Renato Simoni, Ugo Ojetti, Annie Vivanti, Gabriele D'Annunzio et Luigi Pirandello; et autour du "Corriere" gravite peu à peu tout le monde des intellectuels milanais.
Dans le quart de siècle de sa direction, Albertini est toujours présent dans la vie politique du pays de manière combattif et ouvert. Il s'oppose à ce qu'il lui semble être la démagogie de Antonio Giolitti et appuie l'intervention de l'Italie dans la  Première Guerre mondiale.
Alors que Mussolini vient de fonder, en mars 1919, les Faisceaux italiens de combat, Albertini éprouve au départ quelques sympathies pour le mouvement, qui s'oppose violemment au Parti socialiste. À la mi-novembre 1919, Albertini intervient auprès de la police pour faire relâcher le directeur d'Il Popolo d'Italia, arrêté pour détention d'armes et d'explosifs, à la suite d'une perquisition ordonnée par la police. Les arditi de Mussolini avaient lancé deux bombes, à Milan, contre le cortège socialiste fêtant une victoire électorale (neuf blessés) .
Cependant, Albertini devient par la suite un opposant résolu au fascisme, tentant même un rapprochement avec les socialistes de Filippo Turati. Il parle seulement contre le fascisme dans les colonnes du « Corriere » mais aussi sur les bancs du parlement dont il est sénateur dès 1914. Pour son opposition au régime, il est démis de la direction du journal et se retire à Torrimpietra, près de Rome, s'occupant de la culture de ses terres.
Après sa mort paraît en 1942 son livre sur les causes de la Première Guerre mondiale, Le origini della guerra del 1914. Traduit en anglais en 1952 et régulièrement réédité, cet ouvrage est une somme sur laquelle s'appuient encore les historiens.